# Picatrix
Picatrix - klasyczny grimoire średniowieczny, jedna z najpopularniejszych i najstarszych ksiąg magicznych. Najprawdopodobniej napisany na przełomie XII i XIII wieku przez pisarza pochodzenia arabskiego, al-Majritiego, jednak jego autorstwo nie jest do końca potwierdzone. Tekst księgi został przetłumaczony na łacinę w 1256 r. przez Alfonsa X Mądrego. Dzieło to wywarło ogromny wpływ na zachodnioeuropejską myśl ezoteryczną i okultystyczną. 
Księga ta podzielona jest na cztery części. Pierwsza część poświęcona jest naturze nieba i zjawisk atmosferycznych. Druga część omawia wpływ ośmiu sfer niebiańskich na świat. Trzecia część przedstawia zagadnienia związane z planetami i znakami zodiakalnymi, metody przywoływania duchów planetarnych i inne praktyki magiczne. Ostatnia część opisuje cechy duchów i ich właściwości oraz sposoby przygotowania talizmanów.